# Liste des torpilleurs numérotés de la Marine française
La liste des torpilleurs numérotés de la Marine française construits dans le cadre de la doctrine de la Jeune École est classée par ordre croissant.

## Chantiers de construction des torpilleurs
Le tableau ci-dessous regroupe l'ensemble des noms abrégés utilisés dans cette page.
Les informations concernant les chantiers de Penhoët et les Ateliers et Chantiers de la Loire de Saint-Nazaire ont été recherchées sur le site internet classes.belem44.free.fr.
Pour les chantiers Augustin Normand du Havre, voir Jacques-Augustin Normand.
| Nom du chantier                                              | Terme abrégé |
| ------------------------------------------------------------ | ------------ |
| Chantier Normand                                             | Nor          |
| Claparède & Cie (Seine)                                      | Cla          |
| Forges et Chantiers de la Méditerranée (Graville - Le Havre) | FCG          |
| Forges et Chantiers de la Méditerranée (La Seyne)            | FCS          |
| Chantier Thornycroft (Angleterre)                            | Tho          |
| Chantier Yarrow (Angleterre)                                 | Yarrow       |
| Chantier de Paris des Établissements Cail                    | Cai (P)      |
| Chantier de Saint-Denis des Établissements Cail              | Cai (SD)     |
| Ateliers et Chantier de la Gironde (Bordeaux)                | ACB          |
| Chantier Schneider (Chalon-sur-Saône)                        | Sch          |
| Chantier Schneider pour Saigon                               | Sch (Saigon) |
| Dyle et Bacalan - Bordeaux                                   | DBB          |
| Arsenal de Brest                                             | Bre          |
| Arsenal de Cherbourg                                         | Che          |
| Arsenal de Toulon                                            | Tou          |
| Arsenal de Rochefort                                         | Roch         |
| Dubigeon (Nantes)                                            | Dub          |
| De la Brosse et Fouché (Nantes)                              | B et F       |
| Penhoët (Saint-Nazaire)                                      | Pen (R)      |
| Ateliers et Chantiers de la Loire (Nantes)                   | ACL (N)      |
| Ateliers et Chantiers de la Loire (St Nazaire)               | ACL (SNZ)    |

## Torpilleur 1876
La construction de ces 7 premiers torpilleurs de la Marine française débute la série.
| Cla           | Roch   | Yarrow | Tho           | Bre    |
| ------------- | ------ | ------ | ------------- | ------ |
| - No 1 - No 3 | - No 2 | - No 4 | - No 5 - No 6 | - No 7 |

## Torpilleur Thornycroft 1877

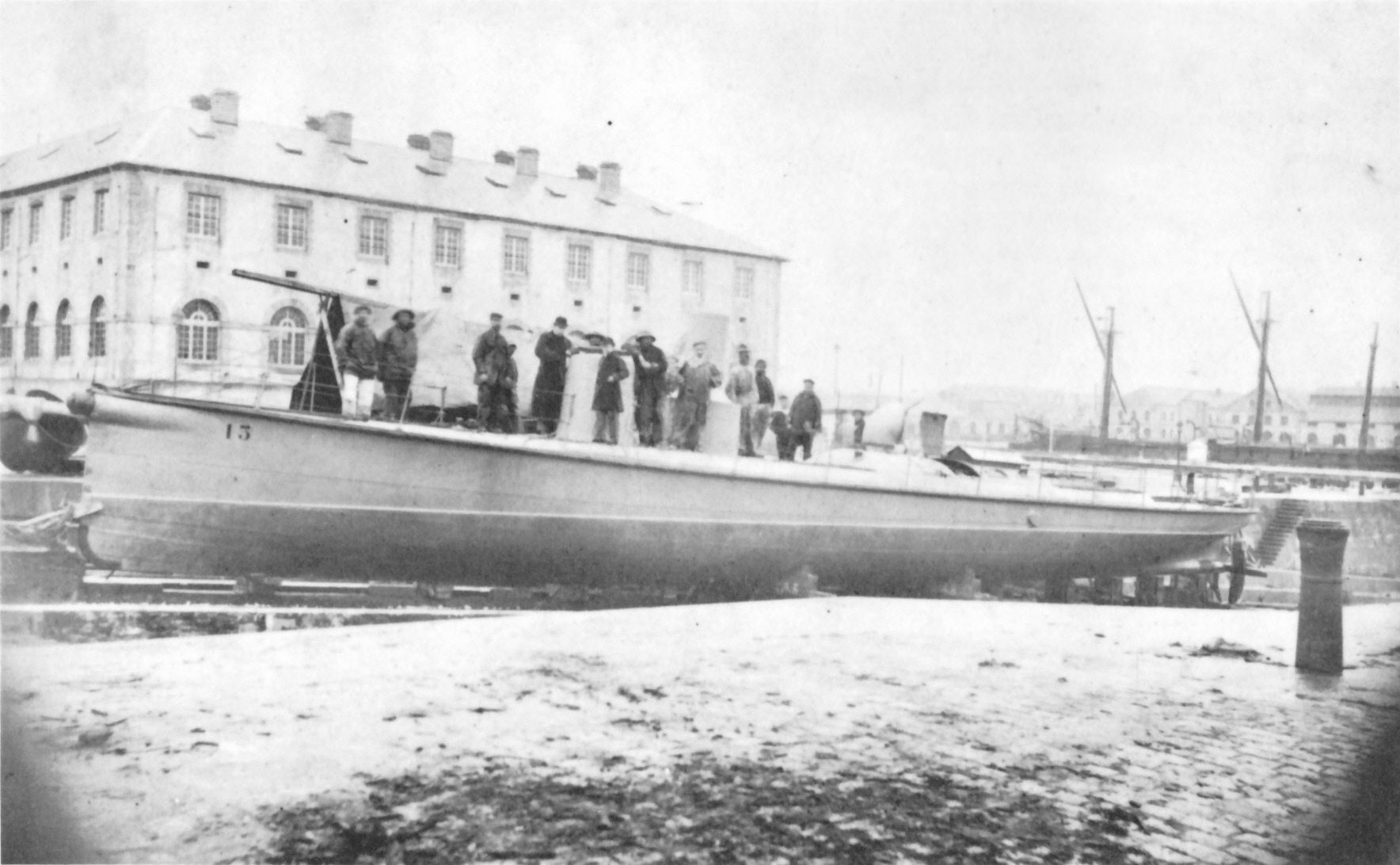
Le torpilleur 13 vers 1880.

| Tho                                           |                                                 |
| --------------------------------------------- | ----------------------------------------------- |
| - No 8 - No 9 - No 10 - No 11 - No 12 - No 13 | - No 14 - No 15 - No 16 - No 17 - No 18 - No 19 |

## Torpilleur 1878 - 1907

### Type 27 m

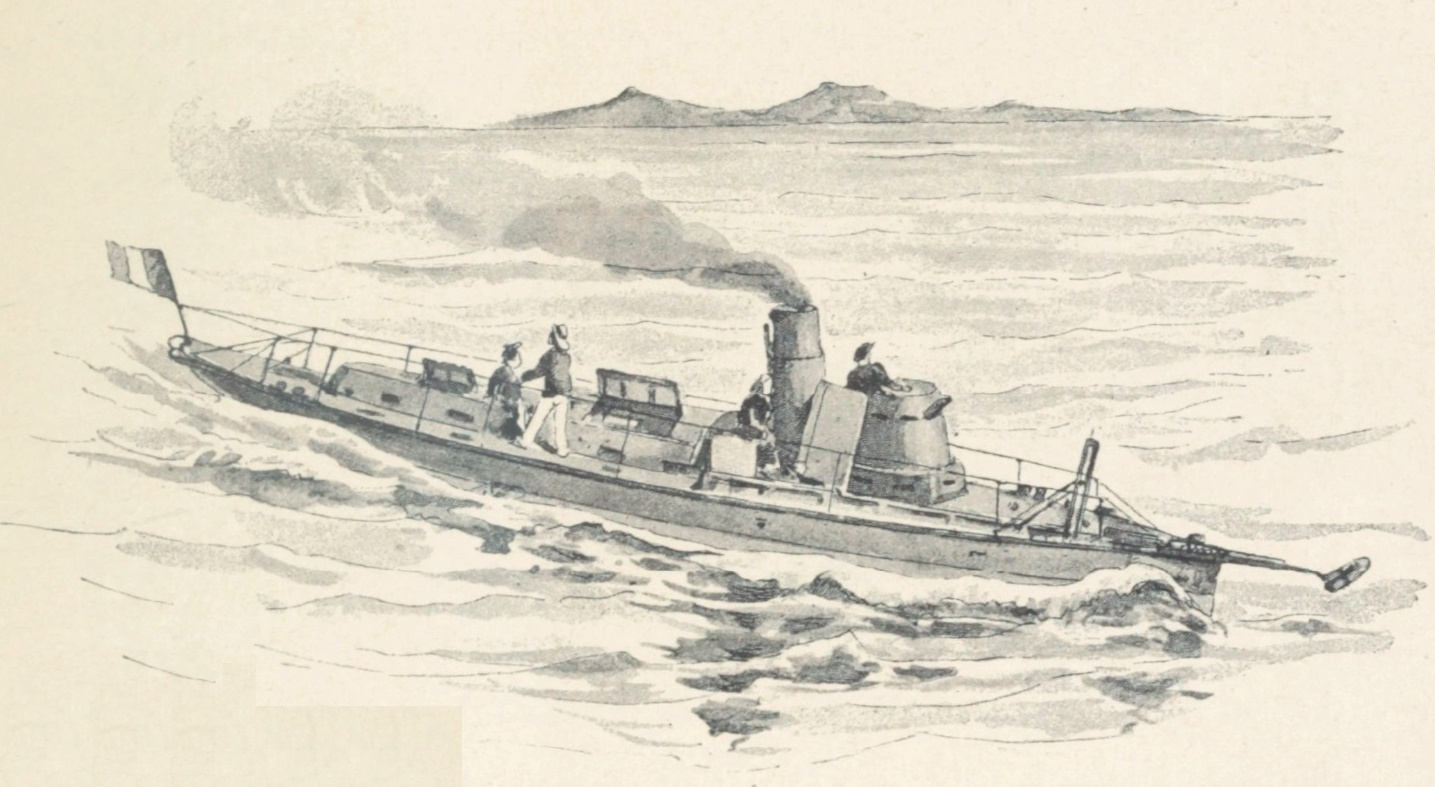
Dessin du torpilleur No 45 en mer de Chine.

Ces bâtiments ont une longueur de 27 mètres. Les torpilleurs nos  45 et 46 ont notamment fait partie de l'escadre d'Extrême-Orient de l'amiral Courbet, et à ce titre ont participé à la bataille de Fuzhou, lors de laquelle ils ont mis hors de combat le principal bâtiment de la flotte chinoise.
| Nor                                                                     | Cla                                                                     | FCG                                                                                     |
| ----------------------------------------------------------------------- | ----------------------------------------------------------------------- | --------------------------------------------------------------------------------------- |
| - No 20 - No 21 - No 41 - No 42 - No 47 - No 48 - No 49 - No 54 - No 55 | - No 22 - No 23 - No 37 - No 38 - No 39 - No 40 - No 51 - No 52 - No 53 | - No 24 - No 25 - No 33 - No 34 - No 35 - No 36 - No 43 - No 44 - No 45 - No 46 - No 50 |

### Type torpilleur vedette

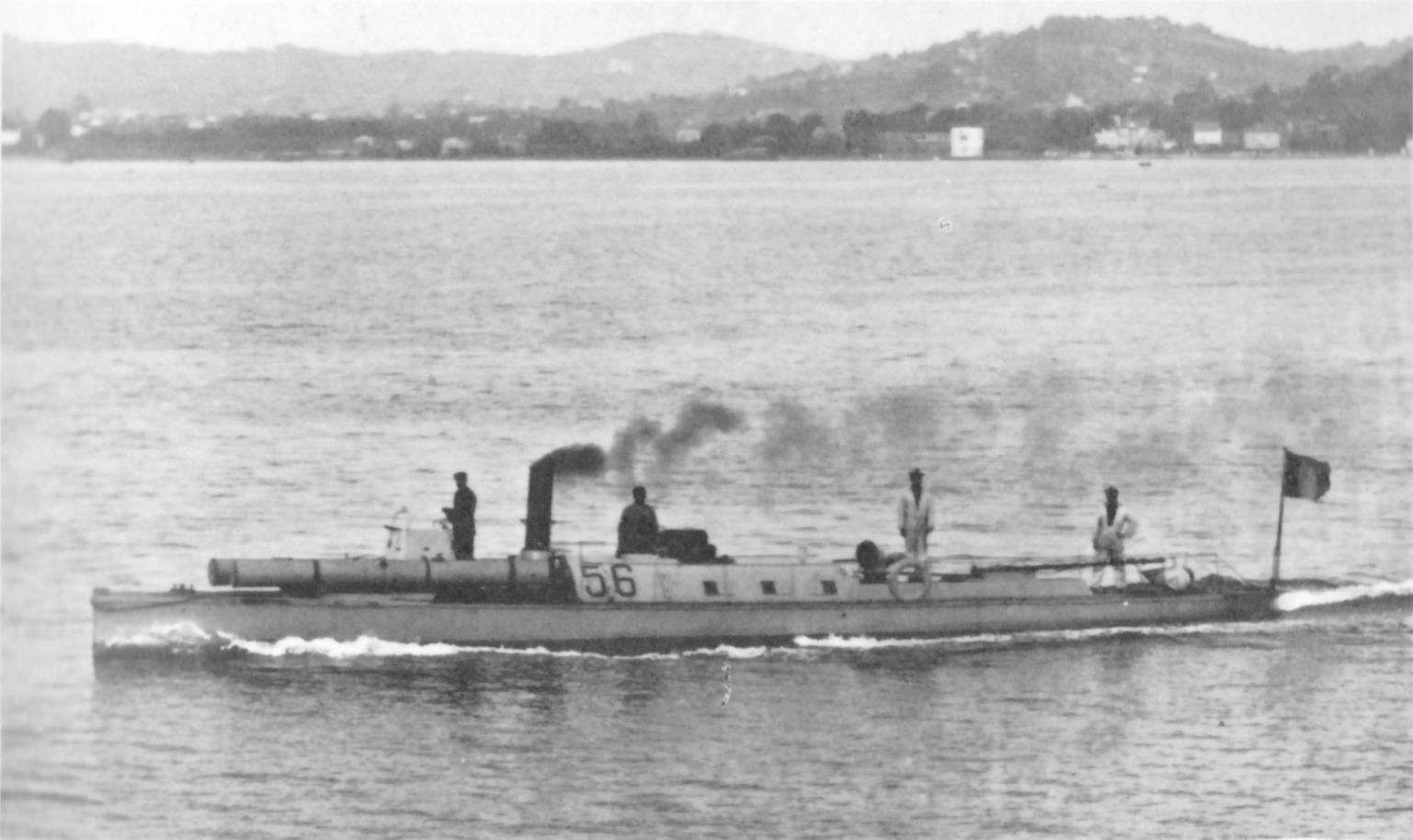
Le torpilleur No 56 vers 1885.

| Tho                             | Yarrow          | FCS             |
| ------------------------------- | --------------- | --------------- |
| - No 29 - No 30 - No 58 - No 59 | - No 31 - No 32 | - No 56 - No 57 |

### Type plus de 30 m
Ces bâtiments sont appelés les « trois grands », d'une longueur de plus de 30 mètres.
| FCS     | Nor     | Cla     |
| ------- | ------- | ------- |
| - No 26 | - No 27 | - No 28 |

### Type 33 m

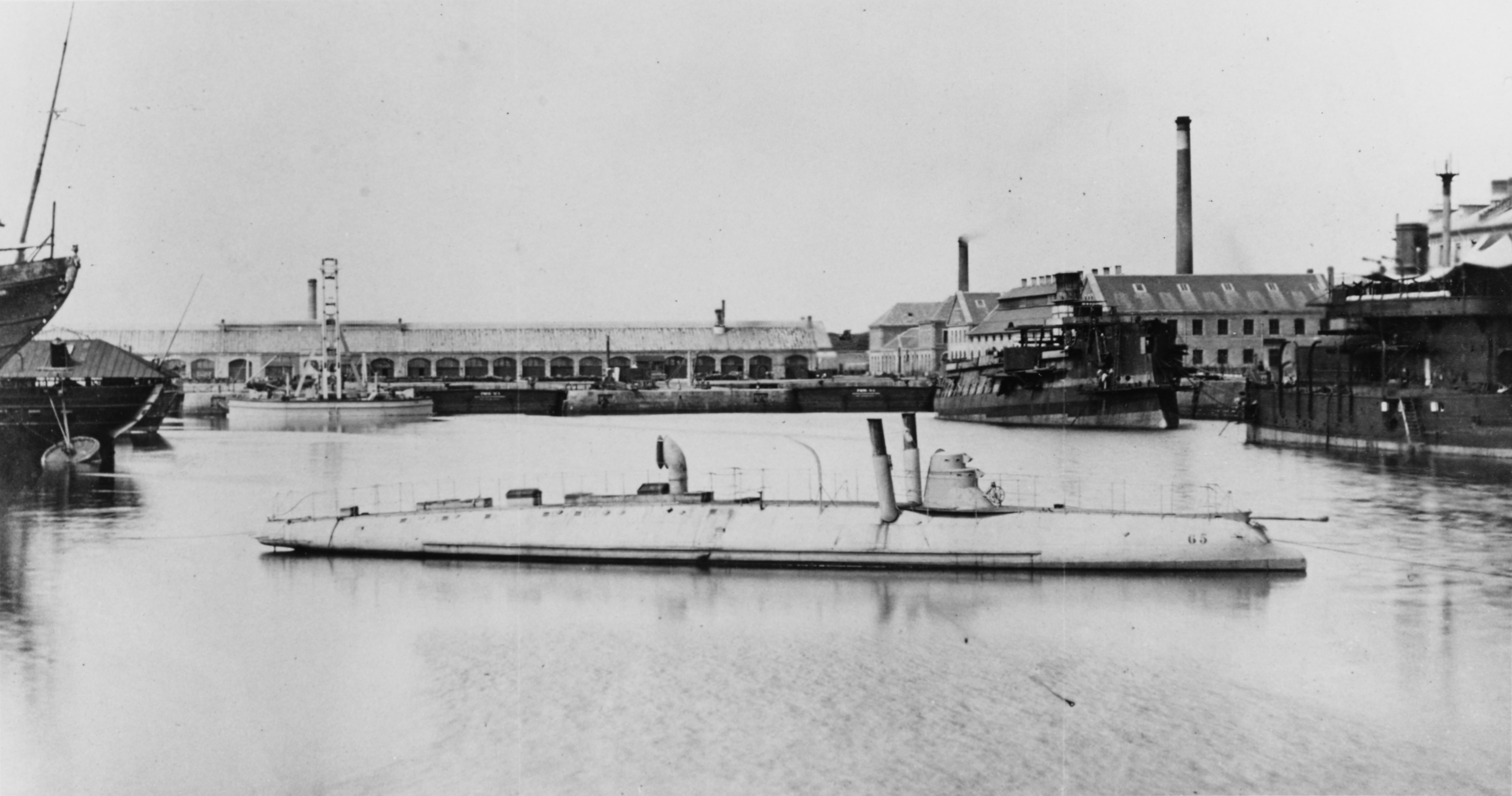
Torpilleur No 65 en rade de Cherbourg en 1884.

Ces bâtiments sont appelés les « trois grands » et sont des répliques améliorées du type 27 mètres.
Ces bâtiments ont une longueur de 33 mètres.
| Nor                                                                             |                                         |
| ------------------------------------------------------------------------------- | --------------------------------------- |
| - No 60 - No 61 - No 62 - No 63 - No 64 - No 65 - No 66 - No 67 - No 68 - No 69 | - No 70 - No 71 - No 72 - No 73 - No 74 |

### Type lance-torpilles
Ces bâtiments ont une longueur de 35 mètres.
| Série     | ACL (N)                                                         | ACL (SD)                        | Cai (P)                                         | Sch                                             | FCS                                                                                       | FCG                                                   | ACB |
| --------- | --------------------------------------------------------------- | ------------------------------- | ----------------------------------------------- | ----------------------------------------------- | ----------------------------------------------------------------------------------------- | ----------------------------------------------------- | --- |
| 1re série | - No 75 - No 76 - No 77 - No 78 - No 79 - No 80 - No 85 - No 86 | - No 81 - No 82 - No 83 - No 84 | - No 87 - No 88 - No 89 - No 90 - No 91 - No 92 | - No 93 - No 94 - No 95 - No 96 - No 97 - No 98 | - No 99 - No 100 - No 101 - No 102 - No 103 - No 104                                      |                                                       |     |
| 2e série  |                                                                 |                                 | - No 121 - No 122 - No 123 - No 124 - No 125    |                                                 | - No 105 - No 106 - No 107 - No 108 - No 109 - No 110 - No 111 - No 112 - No 113 - No 114 | - No 115 - No 116 - No 117 - No 118 - No 119 - No 120 |     |

Le torpilleur no 102 fit naufrage le 2 mars 1889 en baie de Saint-Nazaire ; le naufrage fit six victimes.

### Type Normand 126

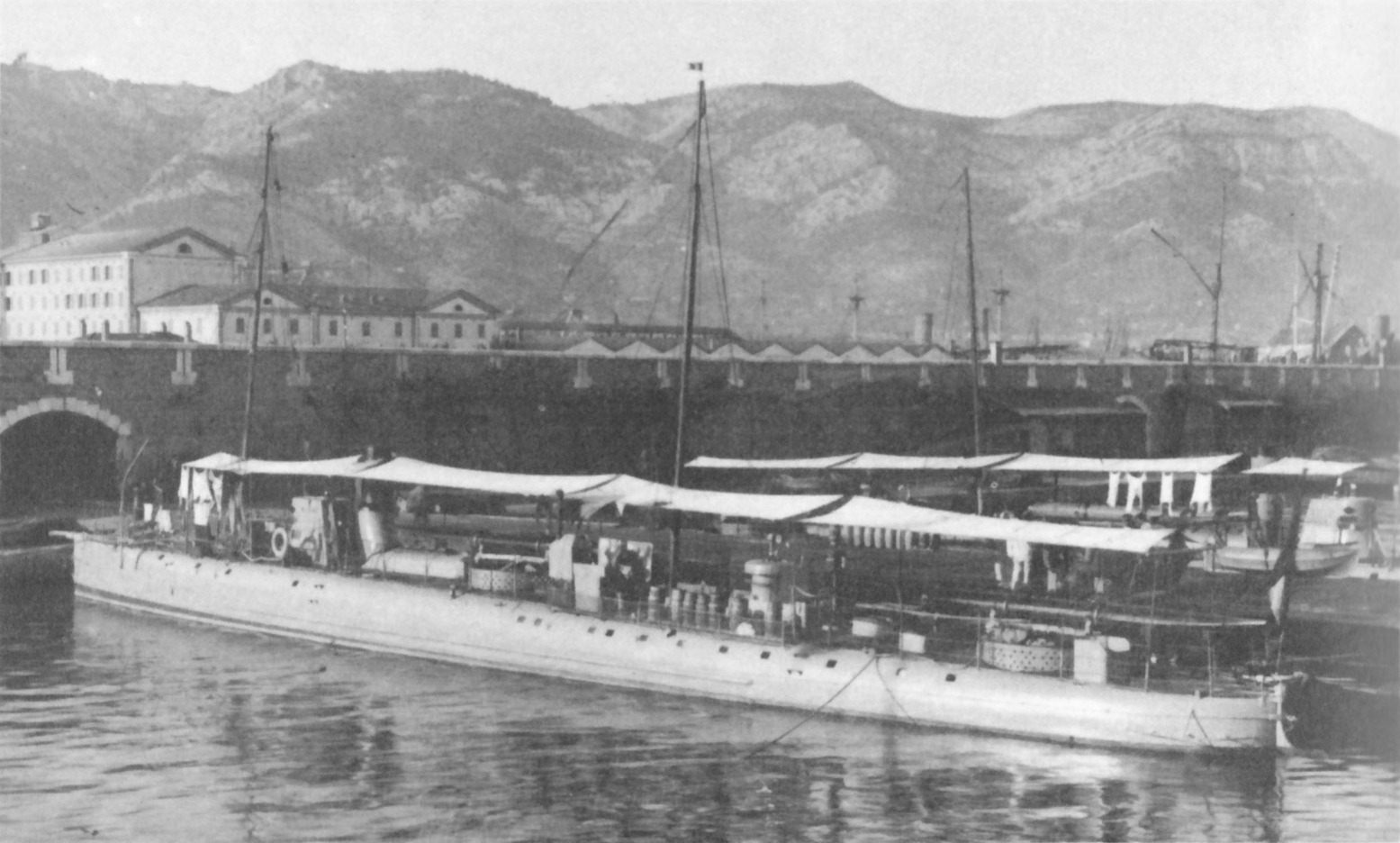
Le torpilleur No 126 vers 1890.

Mis sur cale à partir de 1888, ils mesuraient 36 mètres pour 72 tonnes et atteignirent 20,7 à 21,3 nœuds à leurs essais. Ils virent apparaître plusieurs innovations : les réchauffeurs d'alimentation, les purgeurs automatiques, les soupapes déchargeant des cylindres dans des boîtes à tiroirs et surtout les filtres à éponges pour le dégraissage de l'eau d'alimentation qui se généralisèrent par la suite.
| Nor                                 |
| ----------------------------------- |
| - No 126 - No 127 - No 128 - No 129 |

### Type Normand 130
Mis sur cale à partir de 1889, ils furent surnommés les « ventre-à-terre » et mesuraient 34 mètres pour 52 tonnes. Ils développaient 720 chevaux avec leur chaudière à tube d'eau système Du Temple.
| Nor                                                   | ACL (SD)                   | Sch                        | ACB                        |
| ----------------------------------------------------- | -------------------------- | -------------------------- | -------------------------- |
| - No 130 - No 131 - No 132 - No 133 - No 134 - No 135 | - No 136 - No 137 - No 138 | - No 139 - No 140 - No 141 | - No 142 - No 143 - No 144 |

### Type 126 Normand modif
Ces bâtiments font partie des torpilleurs de la série 126 modifié du chantier naval d'Augustin Normand mesurant 36 mètres et mis sur cale à partir de 1890. Leur chaudière à triple expansion développant 1 350 chevaux leur permit d'atteindre 23,6 nœuds. Le numéro 149 parvint même à soutenir 24,51 nœuds pendant deux heures en route libre, soit 3,5 nœuds de plus que la vitesse prévue.
| Normand                                                                                   | Chantier Gironde et Cail                              | ACL (SD)                   | FCG                        | Sch                        |
| ----------------------------------------------------------------------------------------- | ----------------------------------------------------- | -------------------------- | -------------------------- | -------------------------- |
| - No 145 - No 146 - No 147 - No 148 - No 149 - No 152 - No 153 - No 154 - No 170 - No 171 | - No 155 - No 156 - No 157 - No 158 - No 159 - No 160 | - No 161 - No 162 - No 163 | - No 164 - No 165 - No 166 | - No 167 - No 168 - No 169 |

NOTA :
- Le torpilleur No 150 est l'Ex. 126.
- Le torpilleur No 151 est l'Ex. Gabriel Charmes.

### Type 126 Normand tube mobile
Ce type de bâtiment intègre un tube mobile au centre du navire et fait partie de la série 126 modifié du chantier naval d'Augustin Normand.

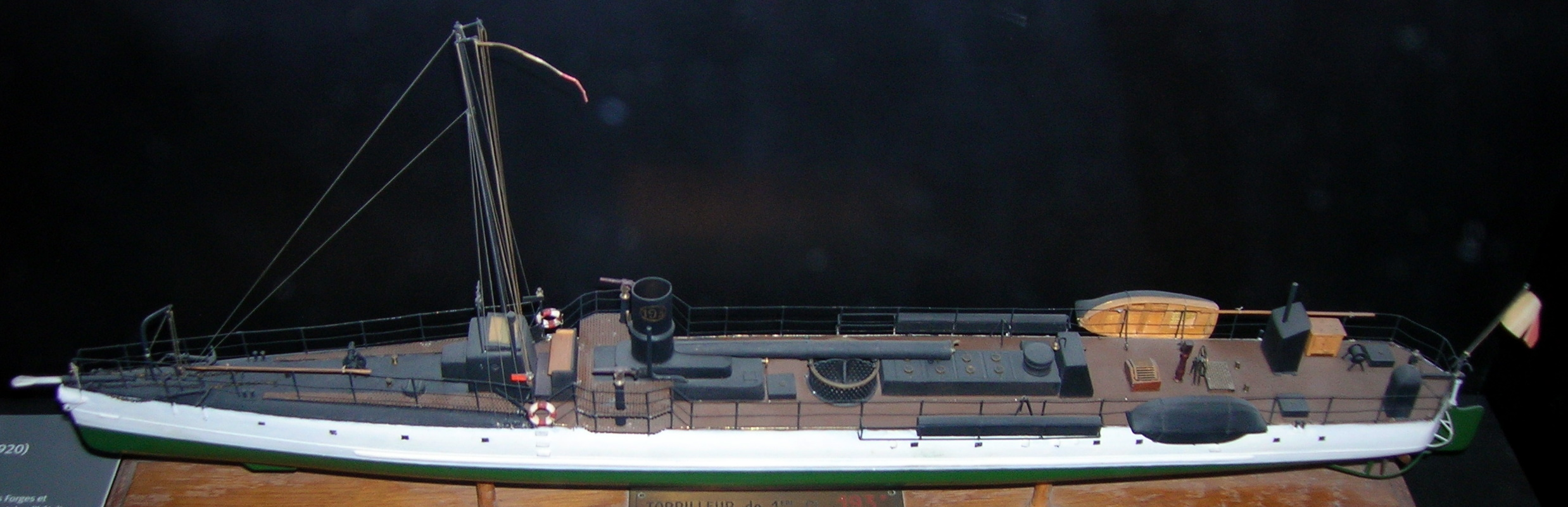
Maquette du torpilleur No 193. Musée national de la Marine, Paris.

| ACL(N)                                       | FCG                                                            | Sch               | Nor                                                   | ACB                        | Cai (SD)                                              |
| -------------------------------------------- | -------------------------------------------------------------- | ----------------- | ----------------------------------------------------- | -------------------------- | ----------------------------------------------------- |
| - No 172 - No 173 - No 174 - No 175 - No 176 | - No 177 - No 178 - No 179 - No 188 - No 189 - No 190 - No 191 | - No 180 - No 181 | - No 182 - No 183 - No 184 - No 185 - No 186 - No 187 | - No 192 - No 193 - No 194 | - No 195 - No 196 - No 197 - No 198 - No 199 - No 200 |

### Type 37 m
Ce type, d'une longueur de 37 mètres possède 2 chaudières. Il intègre également un tube mobile au centre du navire.

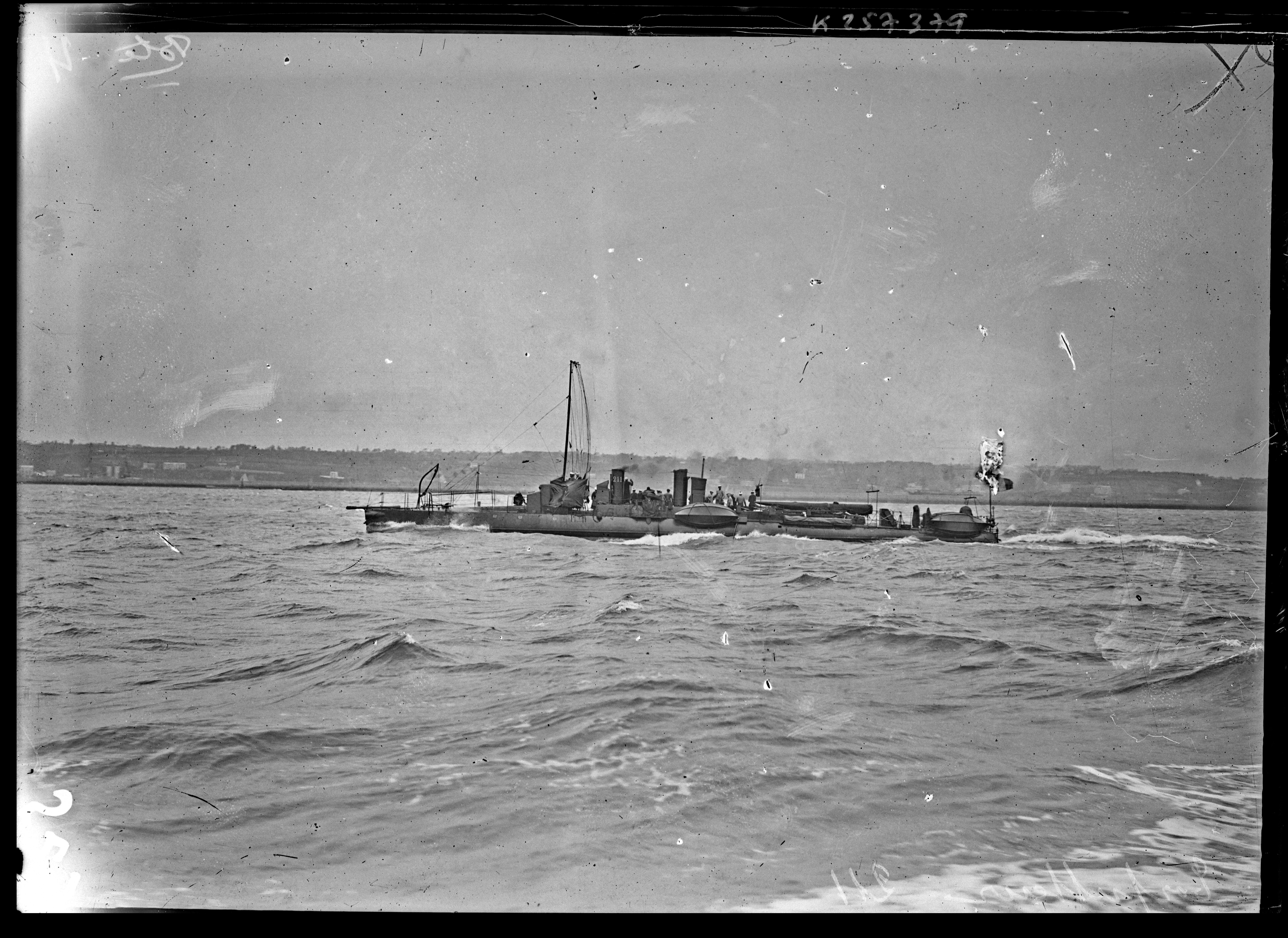
Torpilleur No 211 en 1905
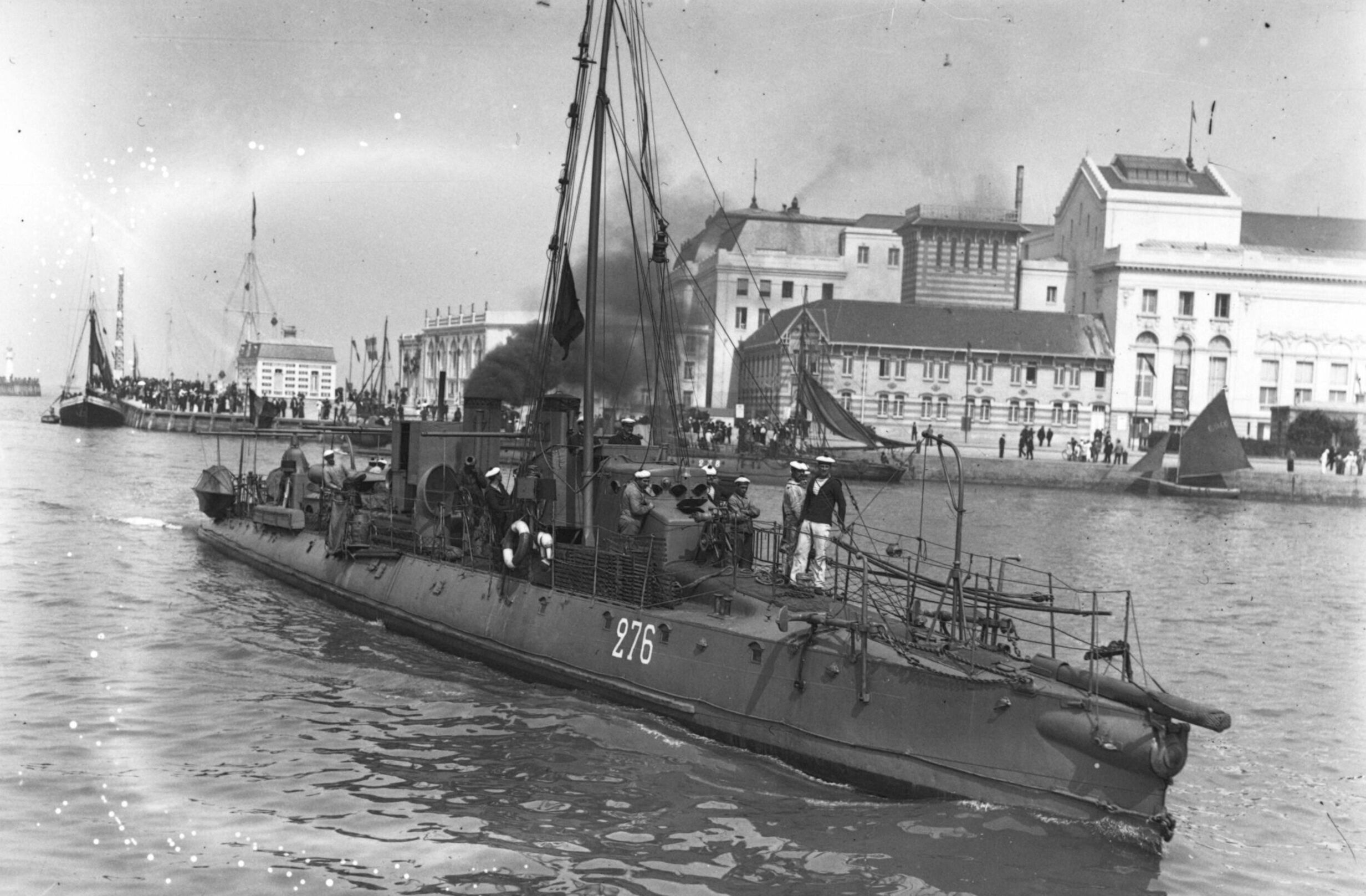
Torpilleur No 276 en 1913
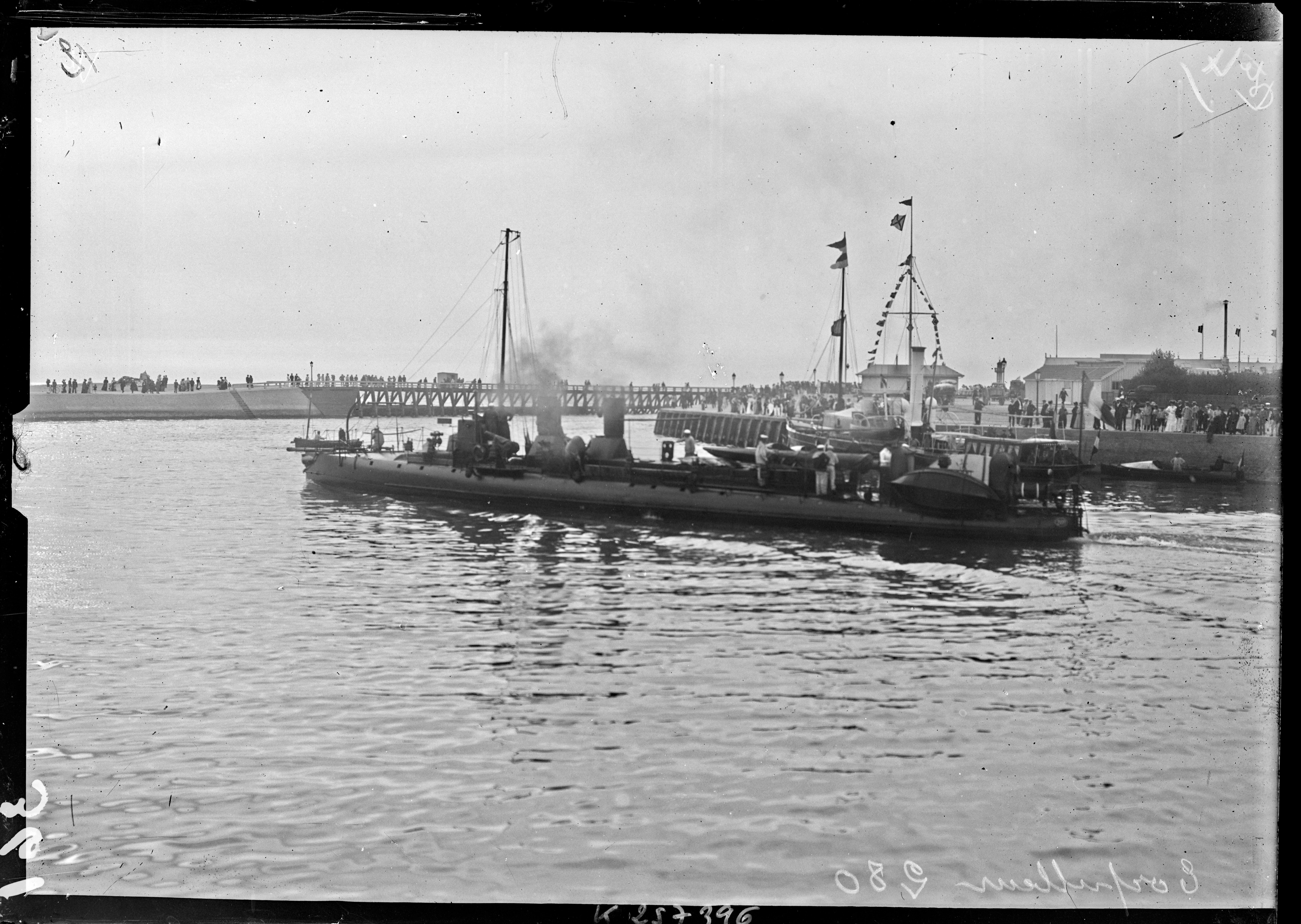
Torpilleur No 280 en 1905

| Nor | ACB | Sch | ACL (N)                                                                                   | Che               | Tou               | FCG                                                                                                | DBB                                 |
| --- | --- | --- | ----------------------------------------------------------------------------------------- | ----------------- | ----------------- | -------------------------------------------------------------------------------------------------- | ----------------------------------- |
| - No 201 - No 202 - No 203 - No 204 - No 205 - No 212 - No 213 - No 214 - No 215 - No 278 - No 279 - No 280 | - No 206 - No 207 - No 208 - No 209 - No 210 - No 211 - No 230 - No 231 - No 232 - No 239 - No 240 - No 241 - No 258 - No 259 - No 260 - No 275 - No 276 | - No 216 - No 217 - No 218 - No 219 - No 220 - No 233 - No 234 - No 235 - No 242 - No 244 - No 245 - No 246 - No 247 - No 248 - No 249 - No 250 - No 261 - No 262 - No 263 - No 271 - No 272 - No 277 - No 9S | - No 221 - No 222 - No 236 - No 237 - No 238 - No 251 - No 252 - No 266 - No 267 - No 268 | - No 223 - No 224 | - No 225 - No 226 | - No 227 - No 228 - No 229 - No 243 - No 253 - No 254 - No 255 - No 256 - No 257 - No 269 - No 270 | - No 264 - No 265 - No 273 - No 274 |

Construction commune à 5 chantiers de constructions navales
| - Normand - Chantier de la Loire - F. et C. Méditerranée (Graville) - Saint-Nazaire-Penhoët - Schneider pour Saigon | - No 278 - No 279 - No 280 - No 281 - No 282 | - No 283 - No 284 - No 285 - No 286 - No 287 | - No 288 - No 289 - No 290 - No 291 - No 292 |

### Type turbine
Ces torpilleurs expérimentaux à turbines ont été affectés à la défense mobile.
- Torpilleur No 293
- Torpilleur No 294

### Type 38 m
Ces bâtiments avaient une longueur de 38 mètres et déplaçaient 97 tonnes. Ils furent tous affectés à la défense mobile.

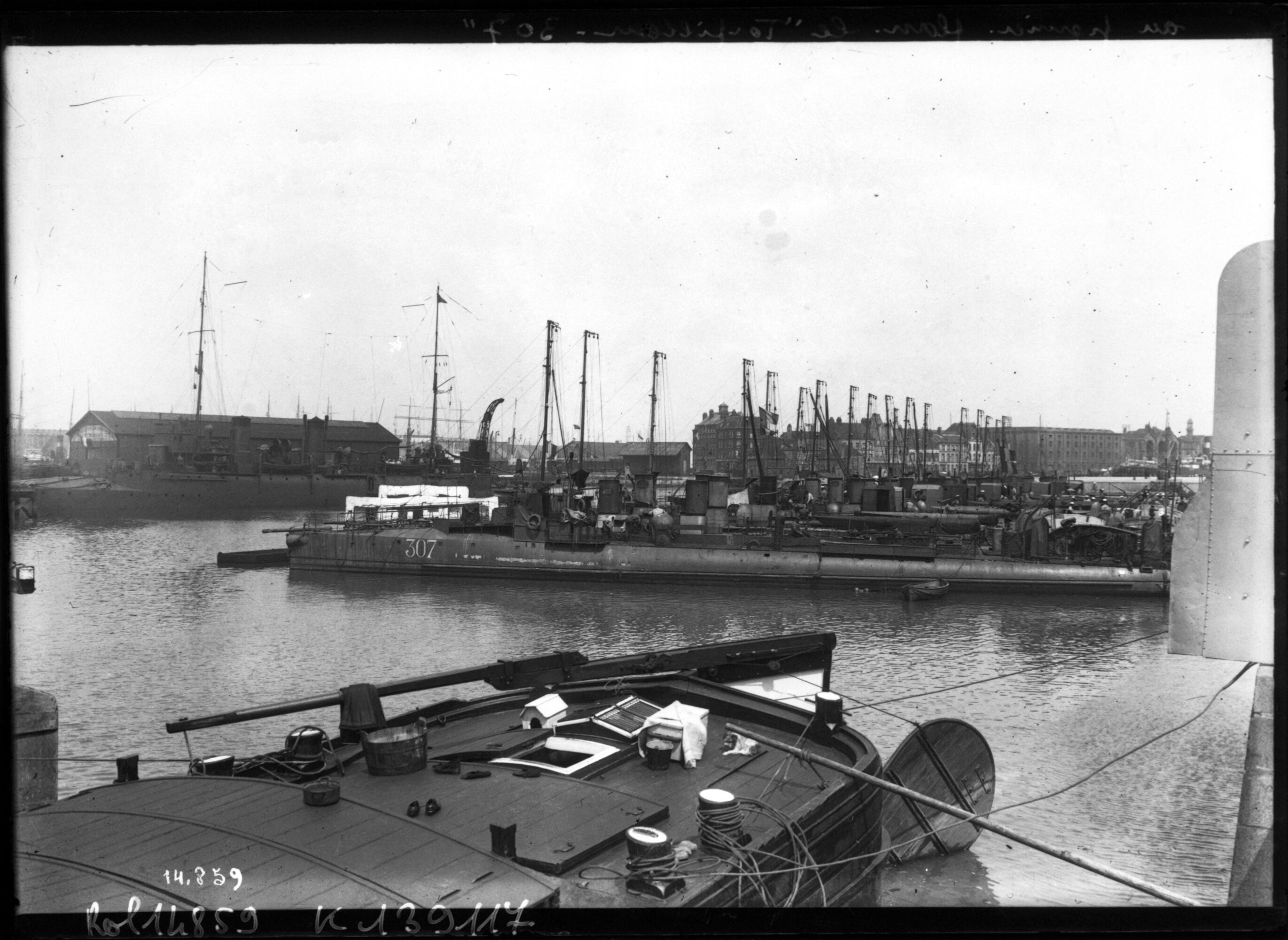
Torpilleur No 307 à Dunkerque en 1911.
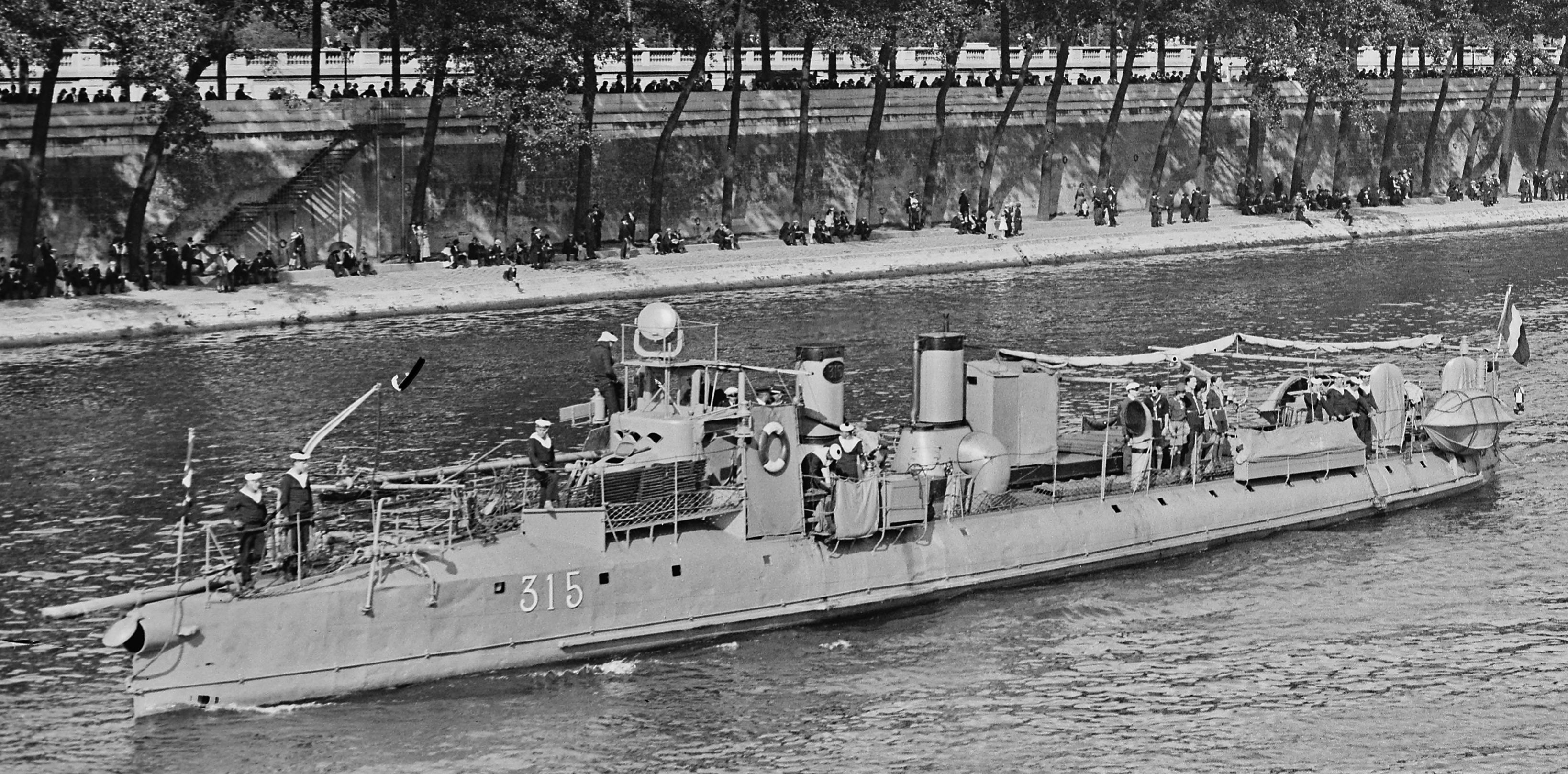
Torpilleur No 315 sur la Seine, en 1922.
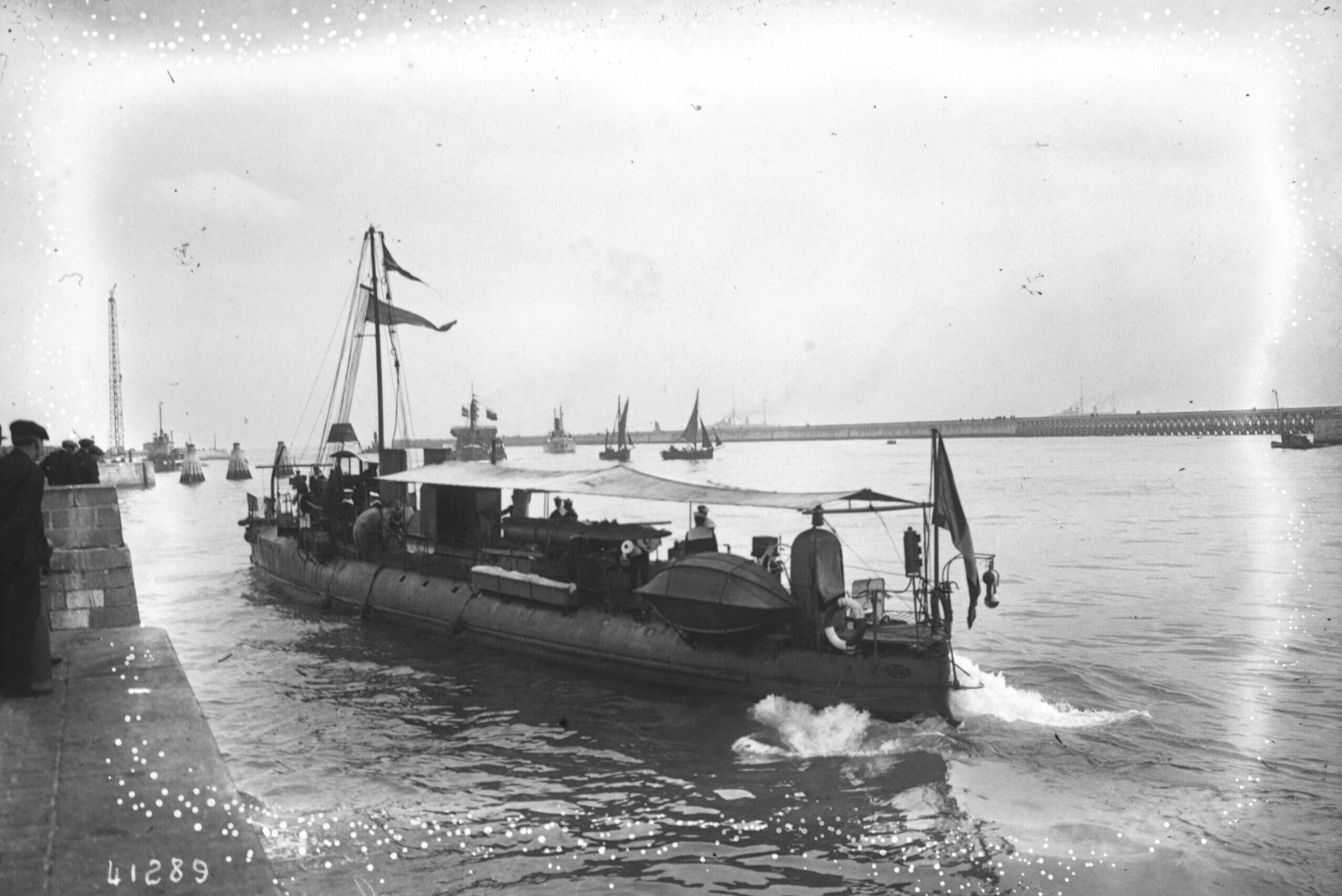
Torpilleur No 323 à Dunkerque en 1914.
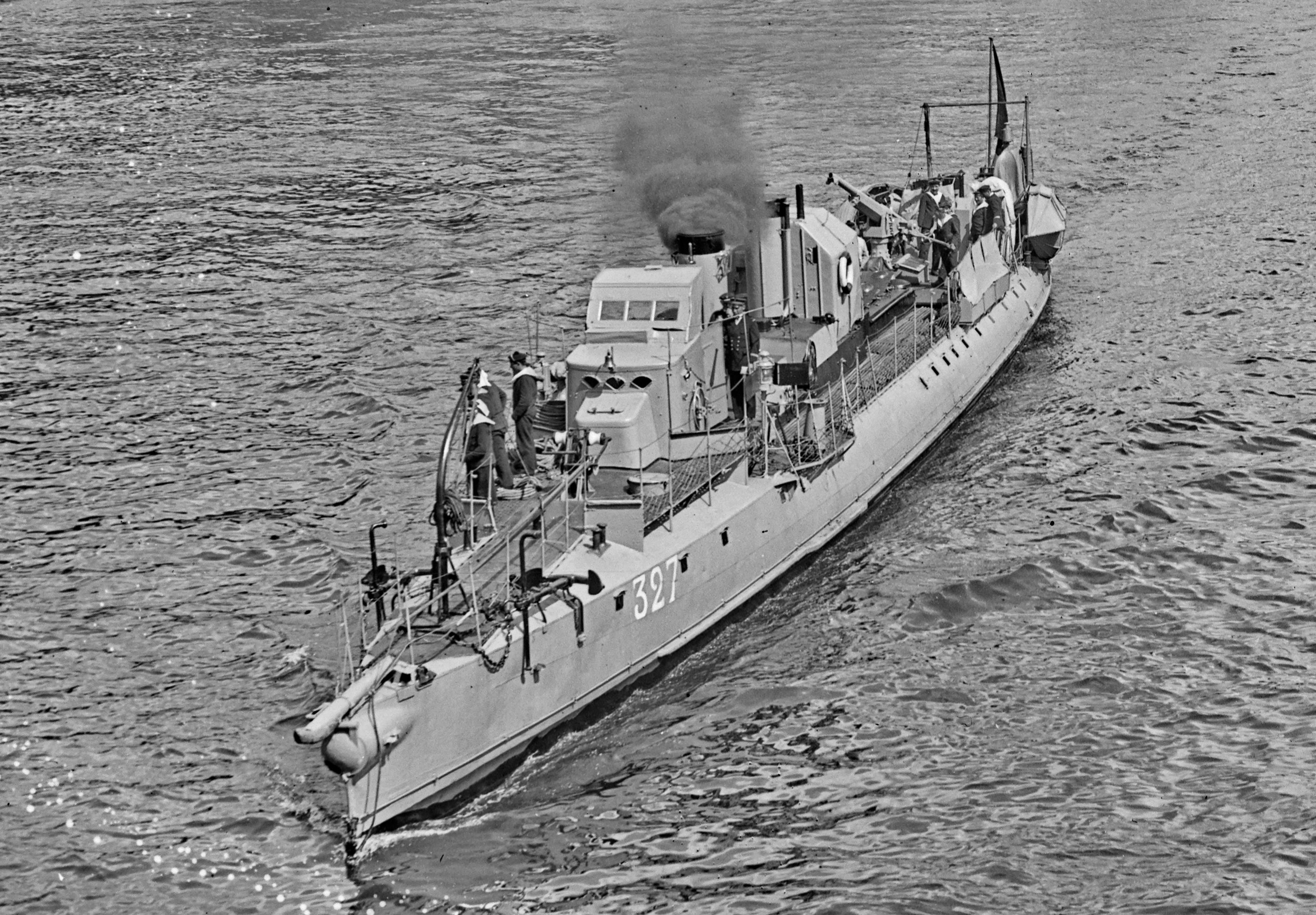
Torpilleur No 327 sur la Seine, en 1924.
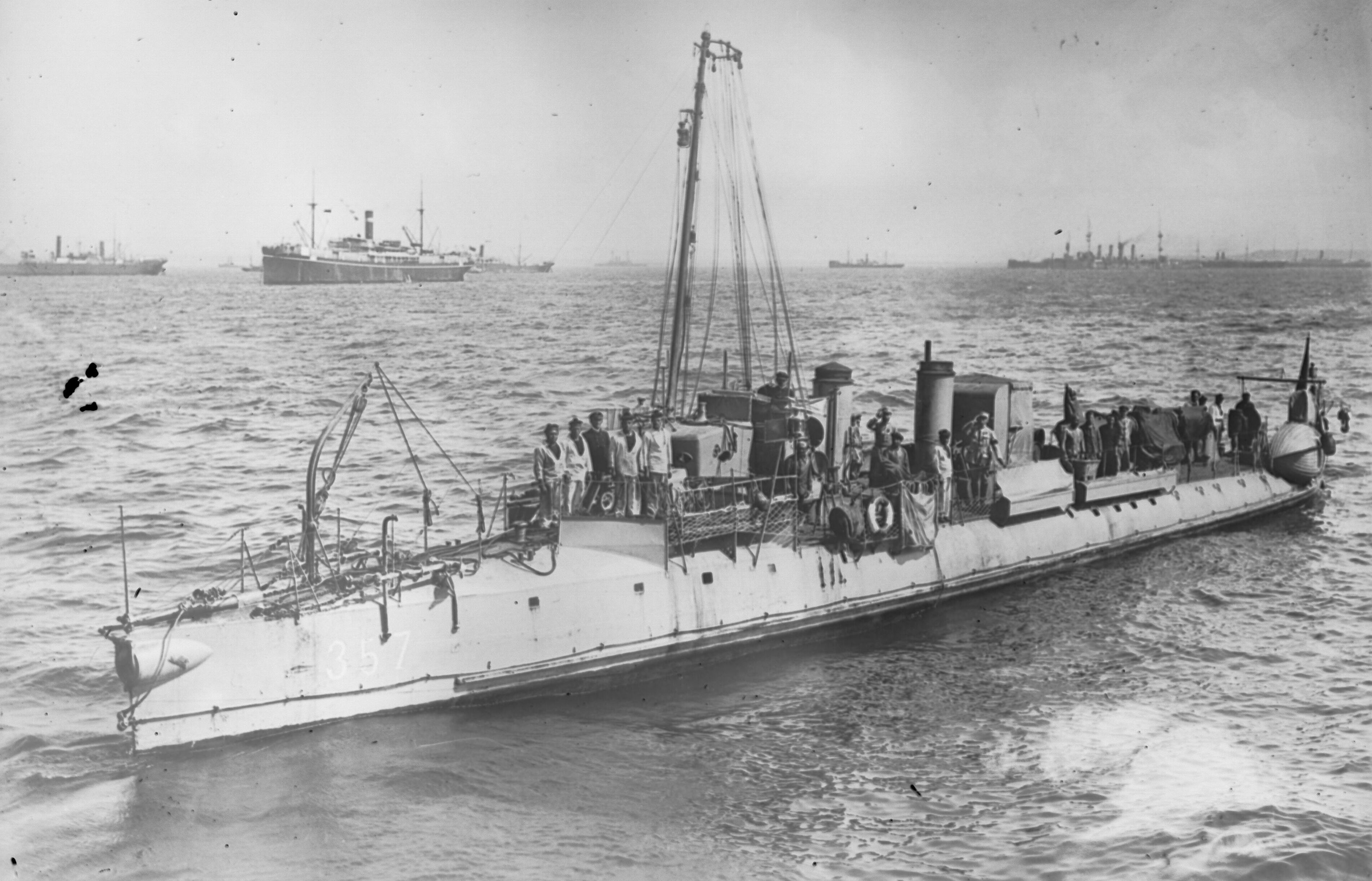
Torpilleur No 357 en 1915.

| Nor                                                   | ACB                                                                                       | DBB                                                                              | ACL (N)                                                                          | FCG                                                                              | Sch                                                                              | Pen (R) | Dub                                                   | B et F                     | Tou               |
| ----------------------------------------------------- | ----------------------------------------------------------------------------------------- | -------------------------------------------------------------------------------- | -------------------------------------------------------------------------------- | -------------------------------------------------------------------------------- | -------------------------------------------------------------------------------- | --- | ----------------------------------------------------- | -------------------------- | ----------------- |
| - No 295 - No 296 - No 318 - No 319 - No 320 - No 321 | - No 297 - No 298 - No 299 - No 325 - No 326 - No 327 - No 328 - No 329 - No 330 - No 331 | - No 300 - No 301 - No 302 - No 332 - No 333 - No 334 - No 335 - No 336 - No 337 | - No 303 - No 304 - No 305 - No 347 - No 348 - No 349 - No 350 - No 351 - No 352 | - No 306 - No 307 - No 308 - No 341 - No 342 - No 343 - No 344 - No 345 - No 346 | - No 309 - No 310 - No 311 - No 353 - No 354 - No 355 - No 356 - No 357 - No 358 | - No 312 - No 313 - No 314 - No 359 - No 360 - No 361 - No 362 - No 363 - No 364 - No 365 - No 366 - No 367 | - No 315 - No 316 - No 317 - No 322 - No 323 - No 324 | - No 338 - No 339 - No 340 | - No 368 - No 369 |